# Ronde van Burgos 2025 (vrouwen)
De tiende editie van de Ronde van Burgos voor vrouwen vond plaats van 22 tot 25 mei 2025. Net als de vorige jaren maakte de wedstrijd deel uit van de UCI Women's World Tour 2025. Titelverdedigster Demi Vollering verdedigde haar titel niet en werd opgevolgd door de Zwitserse Marlen Reusser. 

## Deelname
Dertien UCI Women's World Tour-ploegen namen deel, aangevuld met vijf ProTeams en drie continentale teams.
| UCI World Tour teams (13)                                                                                             | UCI World Tour teams (13)                                        | UCI ProTeams (5) | UCI Continental teams (3)                                       |
| --- | ---------------------------------------------------------------- | --- | --------------------------------------------------------------- |
| AG Insurance-Soudal CANYON//SRAM zondacrypto FDJ-Suez Fenix-Deceuninck Human Powered Health Lidl-Trek Liv AlUla Jayco | Movistar Roland Picnic PostNL SD Worx-Protime UAE Team ADQ Uno-X | Arkéa-B&B Hotels EF Education-Oatly Laboral Kutxa-Fundación Euskadi St Michel-Preference Home-Auber93 Winspace Orange Seal | BePink-Imatra-Bongioanni Eneicat-CMTeam Top Girls Fassa Bortolo |

## Etappe-overzicht
| Et. | Datum  | Start                | Finish                   | Type                | Afstand | Winnaar               | Klassementsleider     |
| --- | ------ | -------------------- | ------------------------ | ------------------- | ------- | --------------------- | --------------------- |
| 1   | 22 mei | Burgos               | Poza de la Sal           | Heuvelrit           | 125 km  | Lorena Wiebes         | Lorena Wiebes         |
| 2   | 23 mei | Villalba de Duero    | Roa de Duero             | Heuvelrit           | 122 km  | Mie Bjørndal Ottestad | Mie Bjørndal Ottestad |
| 3   | 24 mei | Valle de Valdebezana | Espinosa de los Monteros | Bergrit             | 95 km   | Marlen Reusser        | Marlen Reusser        |
| 4   | 25 mei | Villasana de Mena    | Lezana de Mena           | Individuele tijdrit | 9,41 km | Marlen Reusser        | Marlen Reusser        |

## Klassementenverloop
| Et.          | Winnaar               | Algemeen klassement · | Puntenklassement · | Bergklassement · | Jongerenklassement · | Ploegenklassement    |
| ------------ | --------------------- | --------------------- | ------------------ | ---------------- | -------------------- | -------------------- |
| 1            | Lorena Wiebes         | Lorena Wiebes         | Lorena Wiebes      | Morgane Coston   | Linda Zanetti        | Team SD Worx-Protime |
| 2            | Mie Bjørndal Ottestad | Mie Bjørndal Ottestad | Lorena Wiebes      | Morgane Coston   | Linda Zanetti        | Uno-X                |
| 3            | Marlen Reusser        | Marlen Reusser        | Marlen Reusser     | Marlen Reusser   | Nienke Vinke         | FDJ-Suez             |
| 4            | Marlen Reusser        | Marlen Reusser        | Marlen Reusser     | Marlen Reusser   | Nienke Vinke         | FDJ-Suez             |
| 0Eindstanden | 0Eindstanden          | Marlen Reusser        | Marlen Reusser     | Marlen Reusser   | Nienke Vinke         | FDJ-Suez             |

Mannen:
1946 · 1947 · 1948–1980 · 1981 · 1982 · 1983 · 1984 · 1985 · 1986 · 1987 · 1988 · 1989 · 1990 · 1991 · 1992 · 1993 · 1994 · 1995 · 1996 · 1997 · 1998 · 1999 · 2000 · 2001 · 2002 · 2003 · 2004 · 2005 · 2006 · 2007 · 2008 · 2009 · 2010 · 2011 · 2012 · 2013 · 2014 · 2015 · 2016 · 2017 · 2018 · 2019 · 2020 · 2021 · 2022 · 2023 · 2024 · 2025
Vrouwen:
2015 · 2016 · 2017 · 2018 · 2019 · 2020 · 2021 · 2022 · 2023 · 2024 · 2025
Tour Down Under ·
Cadel Evans Great Ocean Road Race ·
Ronde van de Verenigde Arabische Emiraten ·
Omloop Het Nieuwsblad ·
Strade Bianche ·
Trofeo Alfredo Binda-Comune di Cittiglio ·
Milaan-San Remo ·
Brugge-De Panne ·
Gent-Wevelgem ·
Ronde van Vlaanderen ·
Parijs-Roubaix ·
Amstel Gold Race ·
Waalse Pijl ·
Luik-Bastenaken-Luik ·
Ronde van Spanje ·
Ronde van het Baskenland ·
Ronde van Burgos ·
Ronde van Groot-Brittannië ·
Ronde van Zwitserland ·
Copenhagen Sprint · 
Ronde van Italië ·
Ronde van Frankrijk ·
Ronde van Romandië ·
Ronde van Scandinavië ·
GP de Plouay-Bretagne ·
Simac Ladies Tour ·
Ronde van Chongming ·
Ronde van Guangxi